# Final do Campeonato Europeu de Futsal de 2014
A Final do Campeonato Europeu Masculino de Futsal da Bélgica-2014 foi a sexta final do Campeonato Europeu Masculino de Futsal de 2014, e aconteceu no dia 08 de Fevereiro de 2014, na Antwerps Sportpaleis, na Antuérpia, Bélgica.
O placar final "Itália 3 x 1 Rússia" representou o 2º título para a Itália.

## Detalhes
| 8 Fevereiro 2014 | Itália                                     | 3-1    | Rússia        | Sportpaleis, Antuérpia                        |
| 20:30            | Gabriel Lima 7' · Murilo 14' · Giasson 19' | Report | Eder Lima 10' | Árbitro: Espanha Fernando Gutiérrez Lumbreras |

| ITÁLIA:            |    |                |     |
|                    |    |                |     |
| GK                 | 1  | Mammarella     |     |
| ALA                | 3  | Gabriel Lima   |     |
| PIVÔ               | 10 | Merlim         |     |
| ALA                | 11 | Saad           |     |
| ALA                | 13 | Daniel Giasson |     |
| Substituições:     |    |                |     |
| GK                 | 12 | Miarelli       |     |
| FIXO               | 2  | Ercolessi      |     |
| ALA                | 4  | Romano         |     |
| ALA                | 5  | Leggiero       |     |
| ALA                | 6  | Honorio        |     |
| ALA                | 7  | de Luca        |     |
| ALA                | 8  | Vampeta        |     |
| PIVÔ               | 9  | Fortino        |     |
| FIXO               | 15 | Murilo         | 30' |
| Técnico:           |    |                |     |
| Roberto Menichelli |    |                |     |

| RÚSSIA:          |    |              |               |
|                  |    |              |               |
| GK               | 12 | Gustavo      |               |
| FIXO             | 2  | Shayakhmetov |               |
| PIVÔ             | 8  | Eder Lima    |               |
| ALA              | 9  | Abramov      |               |
| ALA              | 10 | Robinho      | 8'            |
| Substituições:   |    |              |               |
| GK               | 1  | Poddubny     |               |
| ALA              | 3  | Pereverzev   |               |
| FIXO             | 4  | Lyskov       |               |
| ALA              | 5  | Sergeev      |               |
| FIXO             | 6  | Kutuzov      |               |
| PIVÔ             | 7  | Pula         |               |
| PIVÔ             | 11 | Cirilo       | 30', 33', 33' |
| ALA              | 13 | Fukin        |               |
| ALA              | 14 | Milovanov    |               |
| Técnico:         |    |              |               |
| Sergei Skorovich |    |              |               |

| - Segundo Árbitro Gabor Kovacs - Terceiro Árbitro Stephan Kammerer - Marcador de tempo Tommi Grönman |